# USA Pro Cycling Challenge 2011
1. edycja USA Pro Cycling Challenge odbyła się w dniach 22–28 sierpnia 2011 roku. Trasa tego sześcioetapowego wyścigu kolarskiego liczyła 817 km ze startem w Colorado Springs i metą w Denver. Należy do cyklu UCI America Tour i ma kategorie 2.1. Wyścig charakteryzuje się rozgrywanymi etapami na dużych wysokościach (2000 - 3500 m n.p.m.). W klasyfikacji generalnej zwyciężył Amerykanin Levi Leipheimer. Podium uzupełnili Christian Vande Velde i Tejay van Garderen.

W wyścigu wystartował jeden Polak, z numerem 57. Sylwester Szmyd (Liquigas-Cannondale), który go nie ukończył. 

## Uczestnicy
| Numery | Kod | Drużyna             |
| ------ | --- | ------------------- |
| 1-8    | BMC | BMC Racing Team     |
| 11-18  | RSH | Team RadioShack     |
| 21-28  | LEO | Leopard Trek        |
| 31-38  | GRM | Garmin-Cervélo      |
| 41-48  | THR | HTC-Highroad        |
| 51-58  | LIQ | Liquigas-Cannondale |
| 61-68  | SBS | Saxo Bank-SunGard   |
| 71-77  | RAB | Rabobank            |
| 81-88  | UHC | UnitedHealthcare    |

| Numery  | Kod | Drużyna                                      |
| ------- | --- | -------------------------------------------- |
| 91-98   | TT1 | Team Type 1                                  |
| 101-108 | SKS | Skil-Shimano                                 |
| 111-118 | CSM | SpiderTech-C10                               |
| 121-128 | BPC | Bissell Pro Cycling                          |
| 131-138 | XRG | Team Exergy                                  |
| 141-148 | JBC | Jelly Belly                                  |
| 151-158 | GOB | Gobernacion De Antioquia-Indeportes Antioqui |
| 161-168 | EPM | EPM-UNE                                      |

## Etapy
| Etap | Data        | Start - Meta                     | km    | Typ         | Zwycięzca etapu | Lider              |
| ---- | ----------- | -------------------------------- | ----- | ----------- | --------------- | ------------------ |
| P    | 22 sierpnia | Colorado Springs                 | 8.3   | ITT         | Patrick Gretsch | Patrick Gretsch    |
| 1.   | 23 sierpnia | Salida - Crested Butte           | 160   | Górski      | Levi Leipheimer | Levi Leipheimer    |
| 2.   | 24 sierpnia | Gunnison - Aspen                 | 211   | Górski      | George Hincapie | Tejay van Garderen |
| 3.   | 25 sierpnia | Vail                             | 16.1  | ITT         | Levi Leipheimer | Levi Leipheimer    |
| 4.   | 26 sierpnia | Avon - Steamboat Springs         | 133.3 | Pagórkowaty | Elia Viviani    | Levi Leipheimer    |
| 5.   | 27 sierpnia | Steamboat Springs - Breckenridge | 169.3 | Górski      | Elia Viviani    | Levi Leipheimer    |
| 6.   | 28 sierpnia | Golden - Denver                  | 118.8 | Płaski      | Daniel Oss      | Levi Leipheimer    |

### Prolog - 22.08: Colorado Springs, 8,3 km
| #  | Zawodnik              | Zespół | Czas   |
| -- | --------------------- | ------ | ------ |
| 1  | Patrick Gretsch       | THR    | 8' 27" |
| 2  | Christian Vande Velde | GRM    | +2"    |
| 3  | Brent Bookwalter      | BMC    | +4"    |
|    |                       |        |        |
| 55 | Sylwester Szmyd       | LIQ    | +36"   |

| #  | Zawodnik              | Zespół | Czas   |
| -- | --------------------- | ------ | ------ |
| 1  | Patrick Gretsch       | THR    | 8' 27" |
| 2  | Christian Vande Velde | GRM    | +2"    |
| 3  | Brent Bookwalter      | BMC    | +4"    |
|    |                       |        |        |
| 55 | Sylwester Szmyd       | LIQ    | +36"   |

### Etap 1 - 23.08: Salida - Crested Butte, 160 km
| #  | Zawodnik                  | Zespół | Czas       |
| -- | ------------------------- | ------ | ---------- |
| 1  | Levi Leipheimer           | RSH    | 4h 29' 22" |
| 2  | Sergio Luis Henao Montoya | GOB    | +4"        |
| 3  | Frank Schleck             | LEO    | +7"        |
|    |                           |        |            |
| 53 | Sylwester Szmyd           | LIQ    | +1' 26"    |

| #  | Zawodnik              | Zespół | Czas       |
| -- | --------------------- | ------ | ---------- |
| 1  | Levi Leipheimer       | RSH    | 4h 37' 47" |
| 2  | Christian Vande Velde | GRM    | +11"       |
| 3  | Tejay van Garderen    | THR    | +17"       |
|    |                       |        |            |
| 48 | Sylwester Szmyd       | LIQ    | +2' 04"    |

### Etap 2 - 24.08: Gunnison - Aspen, 211 km
| #  | Zawodnik           | Zespół | Czas       |
| -- | ------------------ | ------ | ---------- |
| 1  | George Hincapie    | BMC    | 5h 26' 10" |
| 2  | Tejay van Garderen | THR    | +0"        |
| 3  | Tom Danielson      | GRM    | +0"        |
|    |                    |        |            |
| 96 | Sylwester Szmyd    | LIQ    | +11' 23"   |

| #  | Zawodnik           | Zespół | Czas        |
| -- | ------------------ | ------ | ----------- |
| 1  | Tejay van Garderen | THR    | 10h 04' 08" |
| 2  | George Hincapie    | BMC    | +16"        |
| 3  | Tom Danielson      | GRM    | +22"        |
|    |                    |        |             |
| 73 | Sylwester Szmyd    | LIQ    | +13' 16"    |

### Etap 3 - 25.08: Vail, 16,1 km
| #  | Zawodnik              | Zespół | Czas    |
| -- | --------------------- | ------ | ------- |
| 1  | Levi Leipheimer       | RSH    | 25' 47" |
| 2  | Christian Vande Velde | GRM    | +0"     |
| 3  | Rafael Infantio       | EPN    | +4"     |
|    |                       |        |         |
| 24 | Sylwester Szmyd       | LIQ    | +1' 40" |

| #  | Zawodnik              | Zespół | Czas        |
| -- | --------------------- | ------ | ----------- |
| 1  | Levi Leipheimer       | RSH    | 10h 30' 29" |
| 2  | Christian Vande Velde | GRM    | +11"        |
| 3  | Tejay van Garderen    | THR    | +17"        |
|    |                       |        |             |
| 72 | Sylwester Szmyd       | LIQ    | +14' 22"    |

### Etap 4 - 26.08: Avon - Steamboat Springs, 133,3 km
| #  | Zawodnik         | Zespół | Czas       |
| -- | ---------------- | ------ | ---------- |
| 1  | Elia Viviani     | LIQ    | 2h 58' 14" |
| 2  | Michael Mørkøv   | SBS    | +0"        |
| 3  | Kenny Van Hummel | SKS    | +0"        |
|    |                  |        |            |
| 78 | Sylwester Szmyd  | LIQ    | 0"         |

| #  | Zawodnik              | Zespół | Czas        |
| -- | --------------------- | ------ | ----------- |
| 1  | Levi Leipheimer       | RSH    | 13h 28' 43" |
| 2  | Christian Vande Velde | GRM    | +11"        |
| 3  | Tejay van Garderen    | THR    | +17"        |
|    |                       |        |             |
| 70 | Sylwester Szmyd       | LIQ    | +14' 22"    |

### Etap 5 - 27.08: Steamboat Springs - Breckenridge, 169,3 km
| #  | Zawodnik        | Zespół | Czas       |
| -- | --------------- | ------ | ---------- |
| 1  | Elia Viviani    | LIQ    | 4h 04' 31" |
| 2  | Jaime Castaneda | EPM    | +0"        |
| 3  | Daniel Oss      | LIQ    | +0"        |
|    |                 |        |            |
| 65 | Sylwester Szmyd | LIQ    | 2' 54"     |

| #  | Zawodnik              | Zespół | Czas        |
| -- | --------------------- | ------ | ----------- |
| 1  | Levi Leipheimer       | RSH    | 17h 33' 14" |
| 2  | Christian Vande Velde | GRM    | +11"        |
| 3  | Tejay van Garderen    | THR    | +17"        |
|    |                       |        |             |
| 66 | Sylwester Szmyd       | LIQ    | +17' 16"    |

### Etap 6 - 28.08: Golden - Denver, 118,8 km
| # | Zawodnik       | Zespół | Czas       |
| - | -------------- | ------ | ---------- |
| 1 | Daniel Oss     | LIQ    | 2h 27' 08" |
| 2 | Elia Viviani   | LIQ    | +0"        |
| 3 | Fred Rodriguez | XRG    | +0"        |

| # | Zawodnik              | Zespół | Czas        |
| - | --------------------- | ------ | ----------- |
| 1 | Levi Leipheimer       | RSH    | 20h 00' 24" |
| 2 | Christian Vande Velde | GRM    | +11"        |
| 3 | Tejay van Garderen    | THR    | +17"        |

## Liderzy klasyfikacji po etapach
| Etap                 | Zwycięzca            | Klasyfikacja generalna | Klasyfikacja górska | Klasyfikacja sprinterska | Klasyfikacja młodzieżowa | Klasyfikacja drużynowa | Klasyfikacja najaktywniejszych |
| -------------------- | -------------------- | ---------------------- | ------------------- | ------------------------ | ------------------------ | ---------------------- | ------------------------------ |
| P                    | Patrick Gretsch      | Patrick Gretsch        | -                   | -                        | Tejay van Garderen       | BMC Racing Team        | Danny Pate                     |
| 1                    | Levi Leipheimer      | Levi Leipheimer        | E. Beltran Suarez   | Levi Leipheimer          | Tejay van Garderen       | BMC Racing Team        | Bradley White                  |
| 2                    | George Hincapie      | Tejay van Garderen     | Walter Pedraza      | Levi Leipheimer          | Tejay van Garderen       | BMC Racing Team        | André Steensen                 |
| 3                    | Levi Leipheimer      | Levi Leipheimer        | Walter Pedraza      | Levi Leipheimer          | Tejay van Garderen       | Garmin-Cervélo         | André Steensen                 |
| 4                    | Elia Viviani         | Levi Leipheimer        | Walter Pedraza      | Elia Viviani             | Tejay van Garderen       | Garmin-Cervélo         | Władimir Jefimkin              |
| 5                    | Elia Viviani         | Levi Leipheimer        | Walter Pedraza      | Elia Viviani             | Tejay van Garderen       | Garmin-Cervélo         | Andy Schleck                   |
| 6                    | Daniel Oss           | Levi Leipheimer        | Rafael Montiel      | Elia Viviani             | Tejay van Garderen       | Garmin-Cervélo         | Timothy Duggan                 |
| Klasyfikacja końcowa | Klasyfikacja końcowa | Levi Leipheimer        | Rafael Montiel      | Elia Viviani             | Tejay van Garderen       | Garmin-Cervélo         | -                              |

## Klasyfikacja generalna
| Poz. | Zawodnik              | Drużyna | Czas        |
| ---- | --------------------- | ------- | ----------- |
| 1    | Levi Leipheimer       | RSH     | 20h 00' 24" |
| 2    | Christian Vande Velde | GRM     | + 11"       |
| 3    | Tejay van Garderen    | THR     | + 17"       |
| 4    | Tom Danielson         | GRM     | + 21"       |
| 5    | George Hincapie       | BMC     | + 53"       |
| 6    | Rafael Infantio       | EPM     | + 1' 14"    |
| 7    | Cadel Evans           | BMC     | + 1' 18"    |
| 8    | Stef Clement          | RAB     | + 1' 42"    |
| 9    | Bruno Pires           | LEO     | + 1' 49"    |
| 10   | Rory Sutherland       | UHC     | + 1' 50"    |